# La Légende de Thor
La Légende de Thor (titre original japonais : The Story of Thor, titre américain : Beyond Oasis) est un jeu vidéo d'action-aventure sorti en 1994 sur Mega Drive. Le jeu a été développé par Ancient et édité par Sega. Une version pour la Console virtuelle Wii a vu le jour en 2007. Un portage iOS et Android sort en 2017.
Le joueur prend le contrôle du prince Ali, qui découvre dans la vidéo d'introduction un bracelet en or qui appartenait jadis à Reharl, un mage menant une guerre sans pitié contre le propriétaire d'un bracelet en argent, Agito. Ce bracelet d'argent cause la destruction et le mal, celui en or donne la possibilité d'invoquer quatre esprits : l'esprit de l'eau « Dytto » ; l'esprit du feu « Efreet » ; l'esprit de l'ombre « Shade » ; et l'esprit des plantes « Bow ». Ali parcourt Oasis, acquérant un par un ces esprits en explorant grottes, marais, villes, et châteaux, cela pour stopper celui qui a, lui, découvert le bracelet d'argent et s'en sert pour ravager Oasis.
La bande son est composée par Yūzō Koshiro, qui a déjà travaillé pour Sega (sur la série des Streets of Rage notamment).

## Univers et personnages
L'esthétique générale du jeu tient à la fois du manga et des légendes orientales.
L'aventure se déroule dans le royaume d'Oasis, qui est une île.

### Scénario
L'introduction présente le prince Ali alors qu'il est en train d'explorer une petite grotte se situant au large de l'île dont son père est le roi. Il ouvre un coffre où il découvre un bracelet en or : l'esprit de celui-ci, dès qu'il l'a enfilé, lui parle alors et le désigne comme élu pour lutter contre les pouvoirs maléfiques du bracelet d'argent, lequel est sur le point de se réveiller. Tandis que la tempête emporte l'île, le prince Ali revient sur l'île et découvre que son village a été attaqué.
La première mission d'Ali, après avoir libéré son village et vérifié que personne au château n'est blessé, consiste à réunir les quatre esprits élémentaires qui se soumettront à son pouvoir : il visite par conséquent les temples de l'eau - où il trouve Dytto, l'esprit de l'eau - puis le temple du feu - où il découvre le puissant Efreet, génie du feu. 
Il doit ensuite poursuivre à travers l'île un homme masqué,porteur du bracelet d'argent, et responsable du chaos qui commence à y régner : cette poursuite l'entraîne par-delà la mer, jusqu'à la forteresse de ce dernier.
Le Prince Ali visite ensuite le temple de l'ombre (Shade) et celui de la terre (Bow), se rendant ainsi maître des quatre éléments comme le veut la légende du bracelet d'or. Il peut alors prendre la direction du Mont Allah, où se terre son adversaire.
Après l'avoir vaincu une première fois, il arrive dans le sanctuaire final où l'attend finalement, non seulement l'homme masqué, mais également l'esprit chaotique du bracelet d'argent, qu'il parvient à vaincre à la suite d'un combat épique.
Durant l'épilogue, nous découvrons que la personne qui se cachait derrière le masque, loin d'être un homme, n'était autre que la grande sœur du héros, qui avait depuis quelque temps disparu.

### Personnages principaux
Ali est le personnage principal et le seul jouable. C'est un jeune homme blond passionné par l'aventure, prince de son pays. Il est choisi par l'esprit du bracelet d'or alors qu'il trouve l'artefact sur une petite île au large de son pays et doit par conséquent accomplir une quête qui mettra en balance le destin du monde entier. Il ne prononce aucune parole durant toute l'aventure. Il est particulièrement athlétique et manie divers armes.
Le Bracelet d'Argent désigne en premier lieu un être masqué qui porte le bijou et accomplit la volonté destructrice de celui-ci. Il commande les créatures maléfiques et les démons. Il s'agit en réalité d'une femme, et plus précisément de la sœur aînée du héros, laquelle avait depuis quelque temps disparu. Par ailleurs, le bracelet d'argent désigne l'esprit qui dort dans l'objet, et, par conséquent, la créature terriblement laide et farouche qui sert d'ultime boss.
Le Bracelet d'Or n'apparaît que sous la forme d'un esprit, durant l'introduction, tandis qu'Ali vient de découvrir l'artefact. 

### Esprits élémentaires (par ordre d'apparition)
Dytto (esprit de l'eau) est une petite fée bleue qui se repose dans le temple de l'eau. Elle a le pouvoir de soigner Ali, mais aussi de lancer une bulle qui étourdit la cible. Elle peut également se changer en tornade.
Efreet (esprit du feu) est un grand génie de feu, qui donne automatiquement des coups de poing enflammés sur les ennemis ou les obstacles qu'il rencontre. Il peut également se changer en torche, ou encore provoquer une violente explosion.
Shade (esprit de l'ombre) n'a pas de forme et se présente comme un double d'Ali. Chaque fois qu'Ali est touché en sa présence, c'est Shade (et donc la barre de magie) qui est touché, et non la barre de vie. Il s'agit vraisemblablement d'une ombre, comme le montre son attaque, tandis qu'il peut aussi créer un double immobile d'Ali, qui permettra à celui-ci, par exemple, d'actionner deux boutons éloignés l'un de l'autre.
Bow (esprit de la terre) est une plante très carnivore, qui doit cependant être déplacée manuellement. Il attaque automatiquement les adversaires qui se trouvent à sa portée en les croquant, de même que les portes vertes, pourtant indestructibles. Il est à ce titre l'esprit le plus puissant. Il a également le pouvoir de répandre un pollen toxique dans toute la pièce.

## Système de jeu
La Légende de Thor est un Action-RPG.
Les personnages non-jouables sont rares, de même que les zones pacifiées. Il n'y a pas de magasin mais on trouve de nombreux coffres et les temples regorgent de clefs et de mécanismes.
Le prince Ali, seul personnage jouable, peut se déplacer en marchant ou en courant et il combat ses adversaires avec des armes (dague, épées, arcs, bombes), lesquelles ont souvent un nombre d'utilisation limité, mais aussi avec ses poings. Il est possible de récupérer des points de vie ou de magie en utilisant des objets. Le bracelet d'or permet de lancer une boule de lumière qui, si elle touche l'élément correspondant, invoque un esprit élémentaire, pour peu qu'Ali l'ait déjà découvert. Il est alors possible, au moyen de points de magie, d'effectuer diverses actions en harmonie avec l'esprit élémentaire.
Il est possible de sauvegarder à tout moment dans le jeu, pourvu que le personnage se trouve à l'extérieur — certaines zones étant construites pour ne permettre que de rares sauvegardes.
Ali commence l'aventure au niveau 1, le niveau influençant la puissance physique du personnage, mais aussi son nombre de points de vie ou de points de magie.
Le niveau de puissance des esprits dépend du nombre de joyaux correspondant en la possession d'Ali. 
À la fin du jeu, un grade est accordé au joueur en fonction de son niveau, du nombre d'adversaires tués, du temps passé à jouer, du nombre de joyaux possédés.

## Équipe de développement
- Compositeur des musiques : Yūzō Koshiro
- Programme principal et System Design : Yukio Takahashi
- Monster Event et Sound Program : Hideki Koyama
- Monster and Visual Program : Akitoshi Kamano
- Game Design et Main Planning : Kataru Uchimura
- Map Design et Event Design : Tetsuya Kameata
- Direction artistique & Character design : Ayano Koshiro
- Object art et illustration : Hitoski Ariga
- Background Graphic Art : Kiroki Tatemukai, Hajime Chikani
- Histoire et Script writer : Juri Ogama
- Producteurs : Yūzō Koshiro, Tony Van